# Вама (приток Водлы)
Ва́ма — река в России, протекает по Пудожскому району Карелии. Правая составляющая Водлы.
Длина реки составляет 25 км, площадь водосборного бассейна — 5420 км².
Река вытекает из залива Чуяльская Лахта на юго-востоке Водлозера, у истока стоит Вамская Плотина. Устье реки находится в 149 км по правому берегу реки Водла.

## Притоки
(от истока к устью)
- 18 км от устья — река Ильвама (правый)[6];
- Пурмручей (правый)[7];
- 12 км от устья — река Нижняя Чепша (левый)[6];
- Нижний Пурмручей (правый)[7].